# コンチェルトゲート フォルテ
『コンチェルトゲートフォルテ』 (Concerto Gate Forte、略称CGF) は、ゲームポットが運営していたWindows用MMORPG。企画・監修はスクウェア・エニックス。開発はポンスビックが手がけていたが2010年から株式会社リズに開発会社が移管され、更に2011年7月からは運営、開発ともにゲームポットが行うこととなった。2007年7月18日からハンゲームにより「コンチェルトゲート」として正式サービスを開始した。前作にあたるMMORPG『クロスゲート』の続編にあたり、システムと世界観を引き継いでいた。
2009年4月から、運営元を現在のゲームポットに移管し、『コンチェルトゲート フォルテ』 (Concerto Gate Forte、略称CGF)に名称を変更。
2010年10月に部分的に内容を更新した『ローゼンベルク学園と7つの世界』を開始した。
2012年12月26日にゲームポットは、サービスを2013年3月27日をもって終了することを発表した。

## ストーリー
大災厄が迫りつつある世界。ファーレン王国の首都ファンブルグでは、「異世界よりの客人（まろうど）に、世界を救う者あり」の言い伝えに従い異人召喚の儀式によって異世界の住人を次々と召喚し、勇者の再来を待ちわびていた。謎の少女トカマクと共に、異世界に召喚されてしまったあなた（プレイヤー）は、見事勇者候補の座を得たトカマクとは裏腹に勇者失格の烙印を押され、僅かばかりの支給品を与えられただけで放逐されてしまう。こうして「勇者」ではない自分達に出来る事を探す物語が始まった。

## コンチェルトゲートの特徴

### キャラクター
クロスゲートより登場する男女各14種類のキャラクターに加えて、男女各3種類の新キャラクターが追加された。また、運営移管後に、男女3種類ずつの新キャラクターが追加されたが、こちらは有料サービスのみで使用可能となっている。髪と肌の色が8種類、目と口の形状が5種類、そして身長と利き腕を選ぶことが出来るため、多彩なキャラクターを作成できる。ただし、前作のキャラ個別のモーションパターンは廃止されており、課金サービスによって数種類のタイプから選べるようになっていた。無課金の状態だと、作成できるキャラクターは1アカウント1人だけだが、課金することで最大15人まで増やせる。また、マルチキャラクターシステムによって3人まで同時に起動させることが可能である。
また、アカウント作成から10日間まで機能が最大まで拡張された状態でプレイする事が出来るようになっていた。

### 戦闘システム
前作のランダムエンカウント方式を継承している他、一部にはシンボルエンカウントも採用している。
モンスターをペットとして戦闘に参加させられる点も同じである。
また前作のターン制に代わって、セミリアルタイムバトル方式となっており、行動準備期間を完了しても行動を選択しなかった場合、それがそのまま防御となる。戦闘中にHELPアイコンを使用することで他のプレイヤーに助けを求めることも可能。仕様変更が入るまで、一部のレベル上げではこのシステムを利用した「ヘルプ狩り」が主流となっていた。

#### 傭兵システム
運営移管後に追加された新機能。冒険者ロビーで傭兵登録する事によって、空いているキャラクターを自動操作される傭兵として、他のキャラクターに協力することが出来る。コミュニケーション以外のあらゆる機能が制限されるが、一定の経験値と報酬が得られる上、装備の消耗がないという利点がある。また、雇う側もパーティー集めに苦労する手間を省く事が出来た。

### 生産システム
前作と同様の狩猟・採取等による一次生産と、武器・防具作成の二次生産システムが存在しているが、最大の特徴の一つとして一次生産スキルや開拓スキルの使用が、地形や環境に変化を及ぼす「テラジェネレーションシステム」が挙げられる。例としては、伐採スキルを使用し続けると周辺の木々が減っていく、採掘スキルを使用すると緑地が減っていき土地が大きく陥没していく等、現実と同様に資源の浪費によって土地が荒れ果ていくことになる。そのため、ゲーム内でも人気のある採取場所では土地の荒廃がしばしば問題となっている。これを防ぐためにはアイテムを肥料にして土地を開拓することで、環境を元に戻す必要がある。開拓の特殊な使用例として、崩れた建築物の修復や、浅瀬の埋め立て、崩れた土砂の撤去といったものもあり、冒険を進める上でも欠かせない要素となっている。二次生産品にはQuality（品質）が設定されており、スキルの熟練度に応じて品質の高いものができやすくなり、性能や効果を左右する。また、課金サービスとして、2つの装備品を合成する事で独自の性能と外見をもった装備品を作り出すアイテム合成機能が存在する。

### 使い魔
前作と同様、キャラクターは封印術士の捕獲したモンスターを使い魔として戦闘に使用できた。一応封印術士以外であってもモンスターを捕まえる事自体は可能だが、捕獲できる可能性は封印術士よりも遥かに低くなる。スキルはキャラクターと同じものを覚え、育成する事で強力になるが、モンスターごとに習得可能なスキルは異なっている。使い魔固有のスキルも存在し、店番を任せたり、手先の器用なモンスターに人間の武器を装備させるスキルも存在した。課金サービスとして、使い魔を合成させる事で能力強化や、まったく別の使い魔への変化をもたらすペット合成という機能があった。

### 職業と称号
戦闘、生産、特殊の三種類に分類されている。ファンブルグ内で就くことが出来る職は共通のクエストをクリアする事で就職が可能となっていたが、職業に就くためのクエストは無くなった。ランクアップシステムと称号は、一部を簡略化した状態で引き続き登場。クエストのクリアやスキルの使用で上昇する名声称号の他に、クエストごとに多彩な称号が登場する。一部の称号は設定することで効力を発揮したり、持っているだけで発揮するものもあった。

#### 職業一覧
無職を除く戦闘5種、生産8種、特殊2種、計15種の職業に加えて、2009年6月のアップデートで戦闘5種の二次職が追加。更に7月には戦闘1種、生産3種、特殊1種が追加された。2009年9月のアップデートで職業バランスが大幅に調整されている。

##### 戦闘系
兵士　
杖以外のあらゆる武器を使いこなす事が可能。さらに一部の魔法も覚えることが出来る、まさに万能な職。しかしランクの高いものは扱えない。かつてはその万能さから騎士や弓術士と比べて一歩抜きん出た存在だったが、調整により剣士や戦斧闘士の下位職となっている。
騎士
槍を専門に扱う職。防御とカウンター攻撃に優れる。後列に控えた敵に効果が高いスキルや、味方の護衛を得意とする。
弓術士
専門の弓の他にブーメランやナイフも装備できる、遠距離攻撃主体の職。弓を使用した得意スキルを多数覚える事が出来る。
魔術師
攻撃魔法を得意とする職。高威力かつ攻撃範囲の広い魔法が扱えるが、詠唱に時間がかかる上、敵の攻撃に晒されると簡単に詠唱が中断されてしまうため、注意が必要。簡単な回復魔法も使用可能。
クレリック　
回復魔法に特化した職。サブスキルとして攻撃魔法や、杖の攻撃スキルも覚える事ができるため、汎用性の高い職となっている。
剣士
兵士・騎士・弓術士のいずれかを極める事で転職できる、剣を専門に扱う職。リスクは伴うが攻防共に優れた威力を持つスキルを得意とする。現時点では、単体攻撃において最高のダメージ効率を持っている。
戦斧闘士
兵士・騎士・弓術士のいずれかを極める事で転職できる、斧を専門に扱う職。攻撃力に特化した職で、相手の動きを封じるスキルも得意とする。
格闘士
兵士か弓術士を極める事で転職できる、素手による攻撃を専門とする職。体術のほか気孔を用いた遠隔攻撃も得意。
盗賊
風来を極める事で転職できる、盗みを専門とする職。モンスターの所持アイテムを奪い取る事が出来る他、鍵の製造も得意。戦闘においては遠距離攻撃を得意であり、ナイフ・ブーメランが主力、素手スキルも若干ながら使える。何故か風来と同じ特殊職ではなく戦闘職である。
呪術師
魔術師か封印術士を極める事で転職できる、状態異常魔法を得意とする職。ボス戦や対人戦といった長期戦で特に力を発揮する。
巫術師
魔術師かクレリックを極める事で転職できる、補助魔法を得意とする職。能力アップや、攻撃を防ぐバリアの魔法を使いこなす。しかしスキルの種類が乏しいため、本領発揮にはもう少し時間がかかる模様。

##### 生産系
きこり　
木材の伐採と、薬草の採取を専門とする職。
採掘師
鉱石の採掘と、金属の精錬を専門とする職。
猟師
動物の狩猟と、食材の採取を専門とする職。
調理師　
食材を調理し、特にMP回復に効果を発揮する料理を作ることが出来る職。前作と違って調味料から自分で作る必要があるため、本格的な料理に行き着くまでにはかなりの手間を要する。
薬剤師　
薬草を調合し、HPを回復する薬を作ることが出来る職。
鑑定士　
未鑑定品の効果を明らかにする、鑑定を専門とする職。怪我の治療も出来るため、医者と兼業しているプレイヤーがほとんど。
武器装備職人　
武器の製造、修理・装飾を専門とする職。前作の各種武器職人と修理職人を統合した職で、製造・修理する武器の種類をある程度自由に決める事が出来る。
防具装備職人　
防具の製造、修理・装飾を専門とする職。武器職人と同様、製造・修理する防具の種類をある程度自由に決める事が出来る。
医師
調理師か薬剤師を極める事で転職できる、治療を専門とする職。調合や調理の他、補助魔法も使う事が出来る。
仙人
きこり・採掘師・猟師のいずれかを極める事で転職できる、あらゆる素材を採取できる職。装備やスキルも戦闘職並に使いこなせる。ただ専用スキルが無いために、専門職と比べるとMP効率が悪い。
大装備職人　
武器装備職人か防具装備職人を極める事で転職できる、あらゆる装備品を生産できる職。専任と同じく専門とするスキルは無いが、覚えられるレシピがより増えている。

##### 特殊系
封印術士　
モンスターをカードに封印し、ペットにする職。モンスターに関する知識と、多額の投資を必要とする経験者向けの職となっている。その分、貴重なペットを捕獲できた時の見返りは大きい。このゲームでかなり重要な位置に存在する。
風来　
戦闘と生産の中間に当たる万能職。体術を主体とした戦闘スキルを扱える他、鍵の製造も可能。大規模アップデートにより、土地の肥沃さや採取可能な資源を測定できる振り子の製造が得意スキルとして加わった。
調教術師
封印術士を極める事で転職できる、ペットの使役と育成を得意とする職。忠誠度をひきあげる事でペットの戦闘力を最大まで引き出すことが出来る。また、自分の経験値をペットに分け与えることも可能。

## ローゼンベルク学園と7つの世界
2010年10月6日、大型アップデートとして実装された仕様で、上記のコンチェルトゲートの仕様のほほすべてを更新している。舞台の中心を王都ファンブルグから、フレイア大陸中央部北部に用意されたローゼンベルク学園に移し、キャラクターはこの学園の学生という扱いになった。しかしその更新内容は改悪そのもので、多くのネットゲームレビューサイトでユーザー達から酷評を受けており、MMO総合研究所で毎月毎に一新される旬のMMOランキングでは、過去ほとんど登場しなかった無名のタイトルだったが、この大幅更新を境に「悪い意味の旬で」上位に挙がっている。2009年の大型更新の際にも、既存のユーザーから猛反発を受けた中で強行的に大幅更新を行っているゲームポットは、その際の大幅更新に際して「事前に公式の雑談掲示板を閉鎖する」など、改悪による混乱を予知していたかのような対応を取っており、その対応への不信感から大量の既存ユーザーが引退しているが、2010年11月に同タイトルを冠したパッケージ販売を行う都合からか、最も反発の強かった経験値テーブルの若干の見直しと、更新内容に対する反発意見を削除するだけに対応を留めており、ユーザー達からは「大型ダウングレード」と侮蔑されている。
ローゼンベルク学園と7つの世界の問題点の一部
- データ移管は自動ではなくユーザーの任意で行われ、しかし公式サーバーにアクセス不能になるなどシステム上のトラブルが3日以上続いた。また引き継ぎに成功しても、キャラクターの何人かは引き継ぎ経験値が破損していたり、プレイ中にデータが破損するなどのバグが報告されており、対応済みとされながらも不具合に対し個別対応が続いていた。
- 既存キャラクターがレベルが1まで強制的に戻され、引き継ぎ経験値として多少キャッシュバックされてはいるものの、過去に遊べた事ができなくなった。かつてキャラクターの成長を促進させる課金アイテム「龍の砂」などを購入したプレイヤー達からは「課金詐欺だ」と不満の声が上がっていた。
- フレンドリストが消去され、同じギルドに所属していない限り、かつての友人達とも連絡を取るのが困難になった。引退者の名刺を大切に保管していたユーザーも多い中、「貴重な思い出を消された」と感じたユーザーの中には引退した既存プレイヤーも少なくない。
- 一次職から転職を重ねて役割の多彩さを表現するデザインだが、転職の度に過去と同じ場所で延々と経験値稼ぎをしなくてはならない仕様になった。
- 戦闘バランスはより高火力になり、適正レベルでもバックアタック一回で死者が出るほどになった。
- 学園に舞台が移った上、学園の位置から離れているため、かつてのユーザー達の活動の中軸だった王都ファンブルグが無人化した。

いずれも事前にテストプレイとデバッグをしていれば気づく筈の内容であり、「企画と開発（ゲームポットとリズ）はゲームをプレイした経験すらない」「RPGツクールで作ったゲームの方がマシ」と揶揄されるほどの有り様で、監修として名を連ねるスクウェア・エニックスに対する批判も強い。事前に閉鎖された雑談掲示板では多くのユーザーから内容について警告され続けていたが、削除されたそれらが前向きに受け入れられる事はなく、前回と同様ダウングレードは強行された。  
- 2011年2月12日、一部ユーザーと極秘裏に行われた運営責任者であるGMが参加したオフラインミーティングが発覚し公式掲示板が炎上、運営とオフ会主催者が裏で暗躍し対応策として公式見解を出すも事後通達であり、更に多くのユーザーが不信感を抱く結果となった。なおこの公式見解後にGMをオフ会に呼ぶ企画自体が運営による事実上の晒し行為となった。

## ラジオ番組

### 開け!コンチェルトゲート♪
- 放送：2007年4月8日 - 2007年10月1日（毎週日曜22時 - 22時30分）
- パーソナリティ：赤石佳美、あっこ。、岡田優香

### 小清水亜美と喜多村英梨のコンチェルトゲートパーティ
- 放送：文化放送：2009年4月11日 - 2009年10月3日（毎週土曜25時30分 - 26時）
- パーソナリティ：小清水亜美、喜多村英梨